# ヤクート鉄道
ヤクート鉄道公開株式会社(ロシア語: ОАО «АК „Желе́зные доро́ги Яку́тии“» ,略称:ЖДЯ)はロシア連邦政府とサハ共和国政府が、1995年10月2日にアムール・ヤクーツク鉄道の建設と運営のために設立した合資会社である。

## 概要
アムール・ヤクーツク鉄道の建設、管理に関わる国営企業の再編のために、ロシア連邦国家資産管理局の前身であるロシア連邦国家資産管理委員会とサハ共和国政府が50%ずつ出資して設立された。授権資本制度は38億7270万ルーブル。2017年の時点では、発行株式のうち46.85%がロシア鉄道公開株式会社、44.3%がサハ共和国政府、残りを少数株主が所有している。
ベルカキト～トンモト～ヤクーツク（終着駅はサハ共和国の首都であるヤクーツクから約30 km離れた、レナ川の右岸にある二ジュニー・ベスチャフ駅）間の路線を建設する目的で設立された企業であり、2017年のサハ共和国で最大の納税者であり、従業員は約1000人。北方輸送により、貨物輸送量は毎年増加傾向にある一方、旅客輸送量は年間8万人ほどで低迷傾向にある。これは、ロシア鉄道の鉄道網とサハ共和国内の鉄道網の間で旅客の直通運転が行われていないことが原因である。年間の鉄道事業の純利益は8000万ルーブル。
路線全長は約800 km。1996年に最初に開通したベルカキト～トンモト間（旅客輸送は2004年開始）が358 kmであり、トンモト～二ジュニー・ベスチャフ間（旅客輸送は2019年7月28日開始）は2014年時点で436 kmが稼働している。ヤクーツク市街とは反対のレナ川右岸に位置する二ジュニー・ベスチャフ駅から、右岸の河港まではバスが運行されており、河港からは渡船として小型船やモスクワ型汽船が運行されている。二ジュニー・ベスチャフ駅には、貨物を河港（ヤクーツク・プラヴォベレジュニー港）へ積み替えるために総合物流施設が建設された。
2014年にトンモト～二ジュニー・ベスチャフ間が開業してから、相当量の貨物が河川輸送から鉄道へと切り替えられた。これは、河川輸送を用いた北への配送が、集約的森林伐採と定期的な森林火災により発生したレナ川上流の渇水により、失敗する恐れがあることが分かったからである。自動車と混合した貨物輸送では、2014年からは鉄道によるものに比べ30～50%高くなることが判明した。
アルダンに本社をおき、ヤクーツクとモスクワに事務所をおいている。主な事業は鉄道での貨物輸送と旅客輸送。

## 沿革
1996年にネリュングリ、アルダン間で鉄道輸送を開始し、2002年にはネリュングリ、トンモト間で貨物輸送、2004年には同区間で旅客輸送を開始した。
2006年にはウラジーミル・プーチン大統領の訪問を受け公式に公共交通機関である鉄道インフラと認められ、2007年にはロシア連邦政府が保有していた株式がすべてロシア鉄道に移管された。
2011年11月15日にトンモトの先のアムガ川を超えヴェルフナヤ・アムガに到達した。これを記念する式典にはロシア鉄道の社長ウラジーミル・ヤクーニンだけでなくドミートリー・メドヴェージェフ大統領も出席した。これにより残された難所はレナ川を渡る橋の建設のみとなった。

### 近代化
2007年に同社はヤクーツクでディーゼル機関車の近代化に関する国際的な科学的・実践的な会議を開催した。これにより同社が保有するTE10型機関車はゼネラル・エレクトリック社によって近代化されることが決定した。また、2010年にはTEM2型機関車も近代化されることが決定した。

## 業績
2007年には売上高が10億ルーブルを超えた。これは東シベリア・太平洋石油パイプラインの建設資材の輸送によるもので、ベルカキトトンモト間の貨物輸送量は石炭100万トン以上を含む200万トンに達した。
2010年には石炭は140万トン以上になり、総貨物輸送量は218万トン。また旅客輸送も9万8900人となり売上高は13.9億ルーブル、純利益は460万ルーブルであった。

## ギャラリー

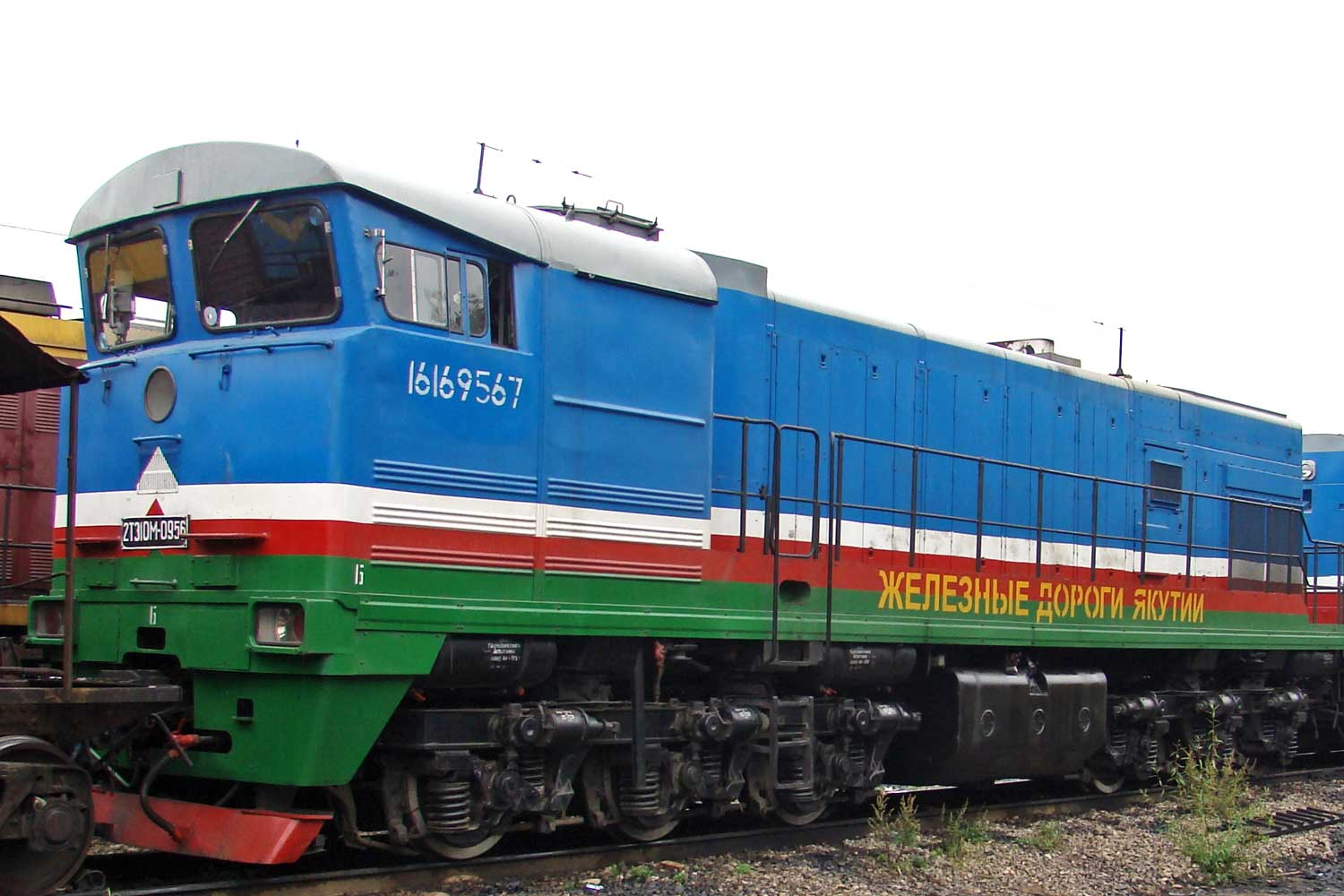
2ТЭ10機関車(近代化済み)
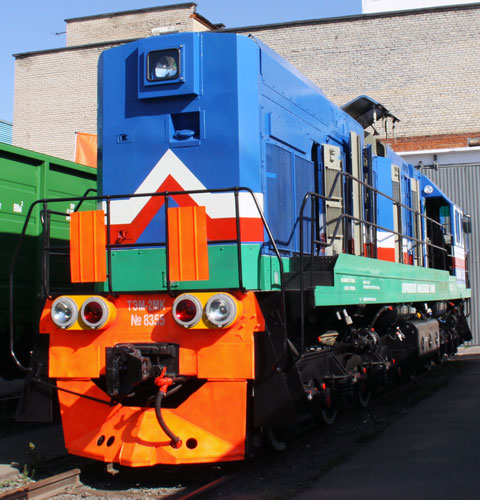
ТЭМ2機関車(近代化済み)
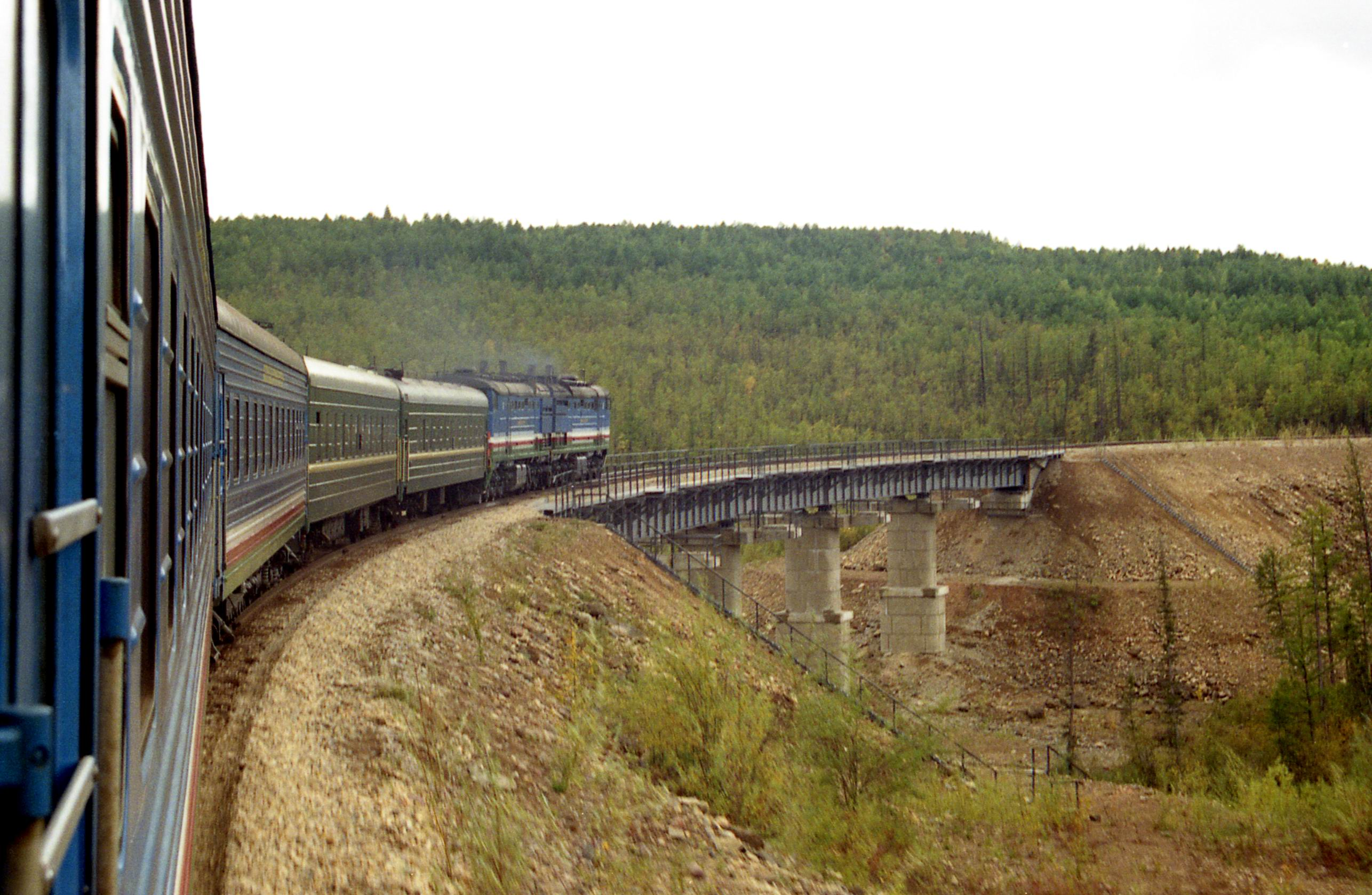
トンモト-ネリュングリ間の列車
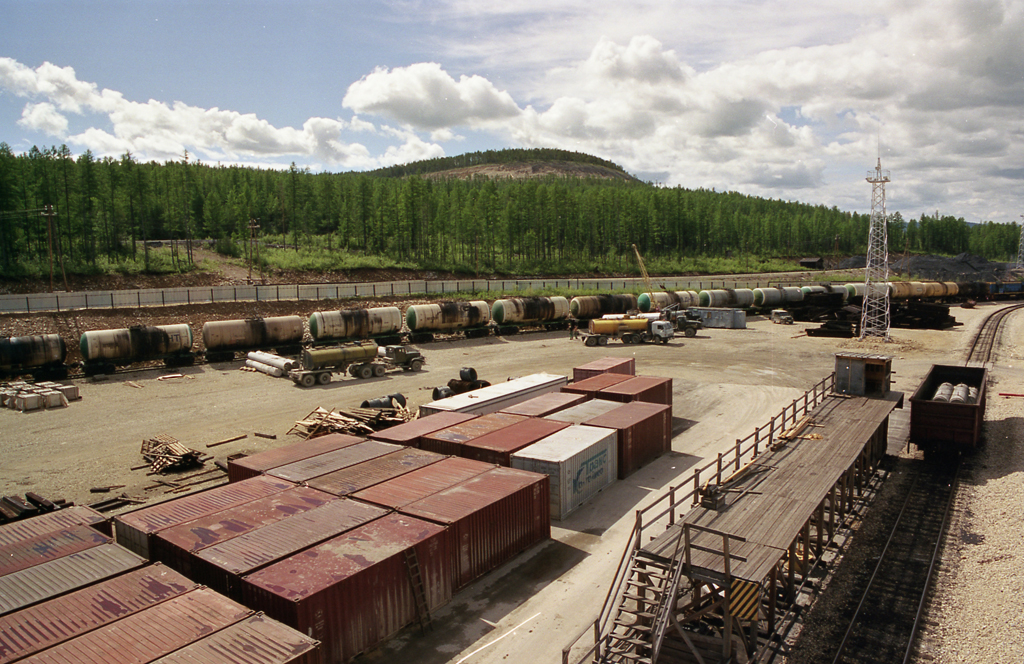
トンモトのヤード
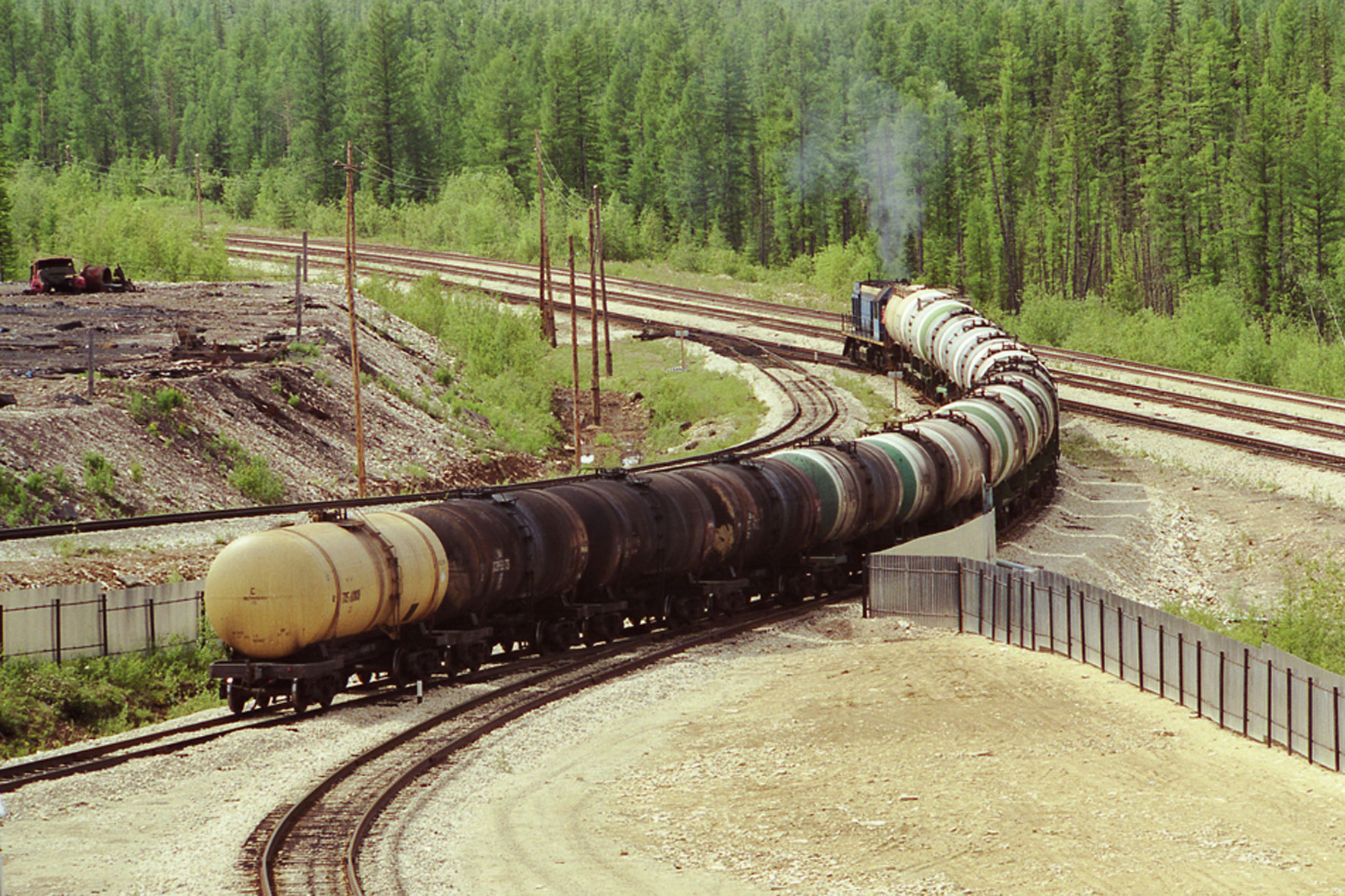
トンモトでの操車
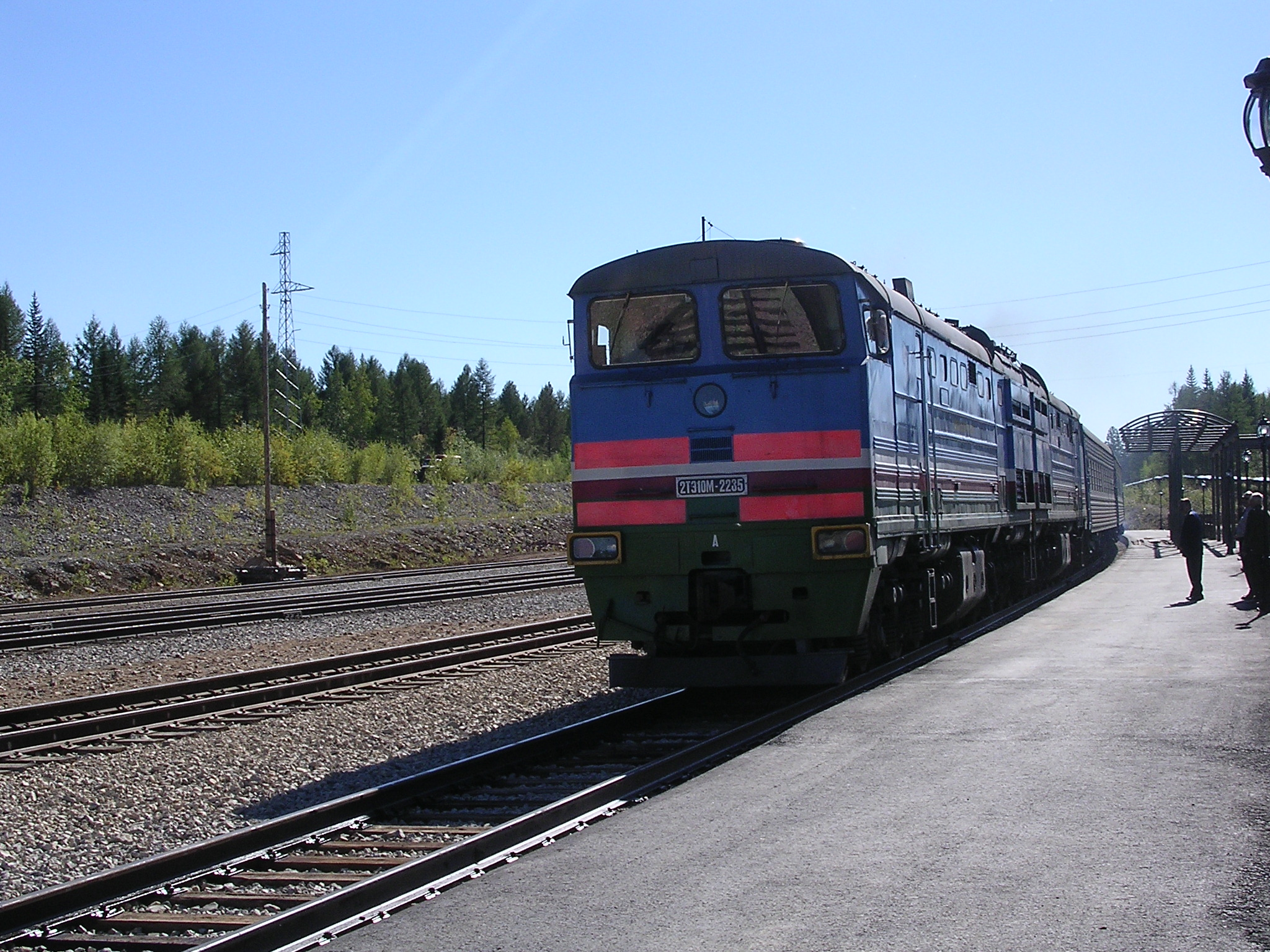
アルダン駅
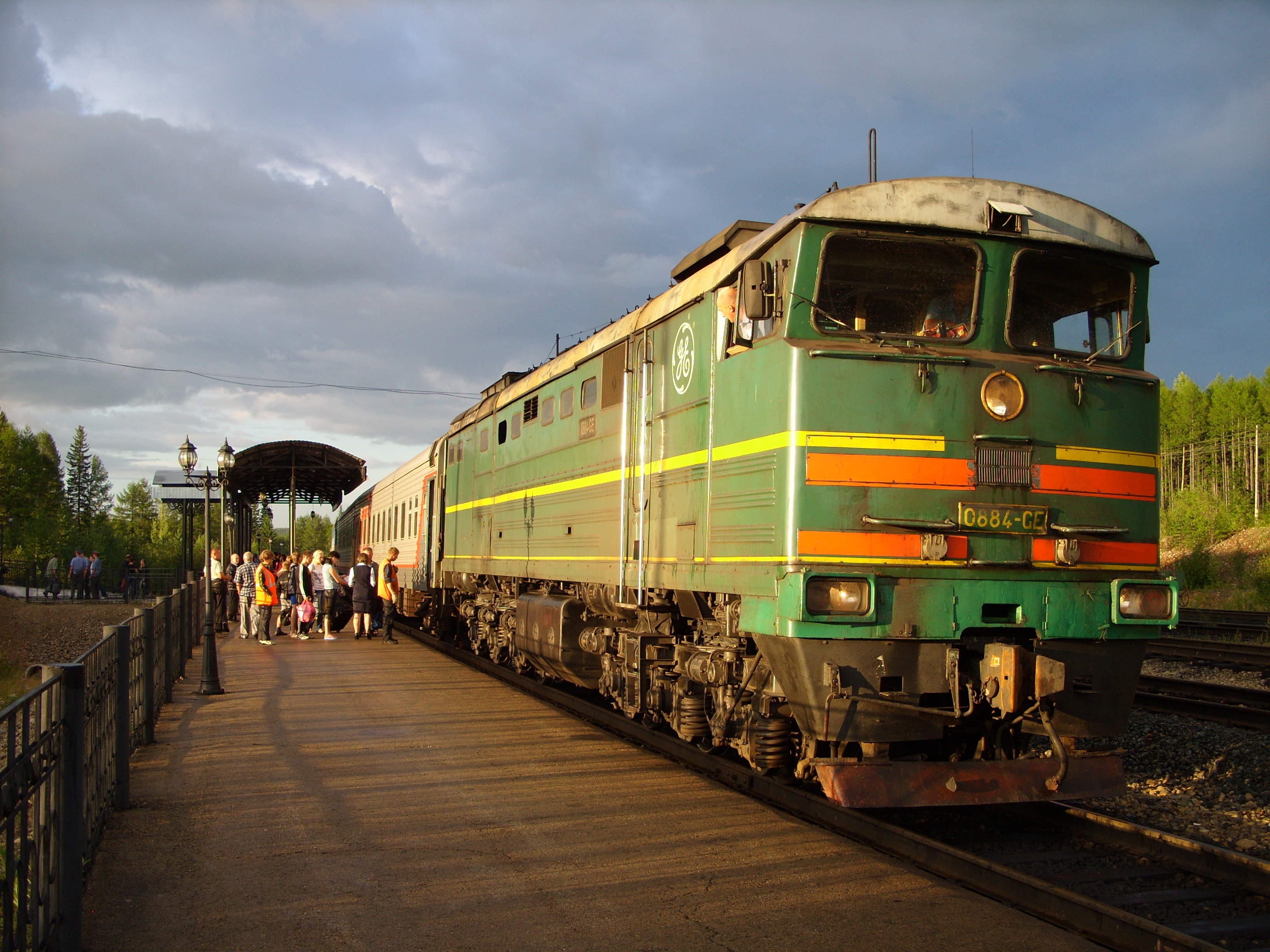
アルダン駅
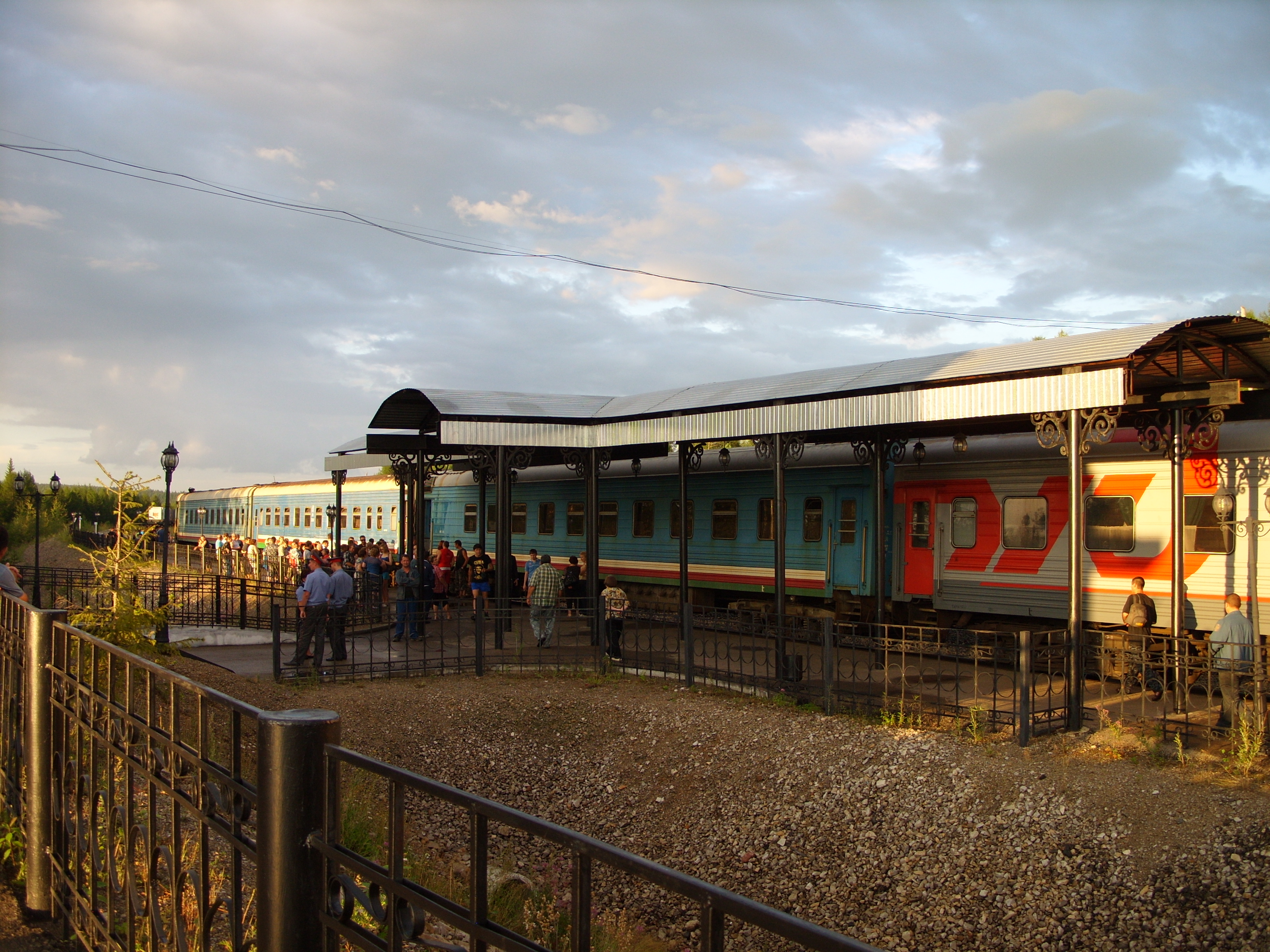
アルダン駅